# Polyrhabdina minuta
Polyrhabdina minuta is een soort in de taxonomische indeling van de Myzozoa, een stam van microscopische parasitaire dieren. Het organisme komt uit het geslacht Polyrhabdina en behoort tot de familie Lecudinidae. Polyrhabdina minuta werd in 1946 ontdekt door Ganapati.